# 周星馳
周星馳（1962年6月22日—），香港喜劇演員、导演、監製、編劇。

## 生平

### 早年生活
1962年，周星馳出生於英屬香港；他的（父系）祖先是來自浙江省宁波市的移民。他名字的典故是《滕王閣序》之「雄州霧列，俊采星馳」。英文名Stephen由外婆命名。幼年時期，他的家境貧窮，有一姊一妹（同母異父姊出生於中国大陆）。他父母在他7歲時離異；母親凌寶兒開始自力撫養三個孩子。
1974年，他畢業於中華基督教會協和小學下午校，並進入基督教香港信義會信義中學就讀中一；中二時，他與李健仁同班；中五時，他畢業於聖瑪利奧英文中學。在學期間，他迷戀於李小龙的電影作品，並立志成為「一幫之主」。

### 演藝事业
1980年，他於麗的電視（亞洲電視前身）擔任臨時演員而開始其演藝生涯；其首次演出在青春電視劇《I.Q.成熟時》，當時也兼職辦公室助理。
1981年，他報名參加第11期無綫電視藝員訓練班名落孫山，最後經好友戚美珍介紹，進入同期夜訓班；在班上最後3個月期間，他開始在無綫電視的电视剧擔任臨時演員。1983年，訓練班畢業不久，他被安排到兒童節目《430穿梭機》擔任主持人4年，又在其中儿童单元剧《黑白殭屍》系列扮演主角「黑殭屍」，並因其風格突出之表演，廣受觀眾喜愛，而他在節目中與眾不同的演出風格已具將來多部其主演賣座電影的雛形。他在工作之餘積極學習演技。1986年曾短暫被調出拍攝李添勝監製的單元劇《哥哥的女友》，並擔任主角。
1987年，他正式被調出兒童組，初時曾短暫加入長壽綜藝節目《歡樂今宵》演出，不久在台慶劇《生命之旅》擔任配角，並由此被同劇主角萬梓良賞識，得到演出第一部電影《捕風漢子》的機會。
1988年，他與李修贤旗下的萬能影業簽約，演出其監製之電影《霹靂先鋒》，並在稍後憑該演出獲頒第25屆金馬獎最佳男配角獎項。同年在金裝豪華短劇《大都會》中飾演反派鄭立基，是周星馳影視生涯中鮮有的反派角色。
1989年，他備受無綫力捧，在古裝武俠連續劇《蓋世豪俠》擔任主角，是他首次在劇集（不包括單元劇）中擔演第一男主角。他於劇中初露往後其風格特色；其劇中口頭禪：「坐低，飲杯茶，食個包」（「坐下、喝口茶、吃個包子」）、「你講嘢呀」（「你在說話嗎？」）等，成為當時香港大眾之口頭禪。自此，他開始聲名大噪，並在同年5月接下來自「眼鏡88」，是他為知名藝人的首個商業廣告代言（其廣告词為：「不如我們坐低，飲杯茶，食個包，食個包⋯⋯」）。同年拍攝台慶劇《他來自江湖》，雖然周星馳在劇中只是第二男主角，但他與吳孟達卻憑著無厘頭笑料出位，並成功奠定二人往後在電影圈合作的根基。
1990年，他擔當低成本電影《赌圣》男主角；該片票房達41,326,156港元，突破當時香港電影界之紀錄，他也憑該部電影奠定往後在香港電影界的地位。
1991年，他主演之電影《逃學威龍》，票房达43,829,449港元，再度突破香港電影界之紀錄。這時，他的票房號召力與成龍、周润发并駕齊驅，三人被合稱為「雙周一成」，他也開始被新聞媒體公開稱為「星爺」。
1992年，他主演7部電影，有五套票房最高。更憑《審死官》獲頒亞太影展最佳男主角奬項。該年被媒體稱為「周星馳年」。同年，《鹿鼎記》及《家有囍事》皆獲頭三。
同時，自1990年代初，他開始參與編劇、導演等工作。1993年，他初次被列名為導演（《唐伯虎點秋香》海外發行版注明「周星馳導演」）。
1996年，他和永盛娛樂合約結束後，成立星輝海外有限公司；身為出品人，他首先製作《食神》。其他電影作品，如《唐伯虎點秋香》、《破壞之王》、《國產凌凌漆》、《大內密探零零發》、《喜劇之王》等，他皆參與編導工作。
2001年，他首次獨立執導的《少林足球》，香港票房達60,739,847港元，突破香港華語片票房紀錄，也是他首部在欧洲大規模上映的電影。《少林足球》令他成為香港電影金像獎歷屆以來，唯一憑同一電影作品同時獲頒最佳導演及最佳男主角獎項者。
2004年，他推出《功夫》，該片香港票房61,278,697港元，突破《少林足球》創下之香港華語片票房紀錄。該片亦創下數十個國家和地區的華語電影票房紀錄。他以該片獲頒第42屆金馬獎最佳導演、最佳劇情片等獎項，並入圍第63屆金球獎最佳外語片、英国电影学院奖最佳外語片等獎項，又獲頒美國廣播電影協會獎最佳外語片獎項。
2008年，他身兼監製、導演、編劇並主演《長江7號》，香港票房51,402,777港元，是他自己當時電影作品中票房第3高（僅次於《功夫》和《少林足球》）；《長江7號》不但在中国大陆的票房達2.03億人民币，且突破馬來西亞電影票房記錄。
2010年，他成為香港上市公司比高集團主要股東（之一），並任該企業之执行董事。
2013年，他執導之《西遊·降魔篇》打破華語電影票房纪录。
2016年3月，他監製、編劇及導演的電影《美人魚》，以全球5.55億美元票房，成為全球史上票房最高的非好萊塢電影。
2022年10月，他開設個人Instagram帳號「stephenchow」。

### 投资事业
2004年，周星馳以3.2億港元購入普樂道10號天比高並引入發展商菱電發展合作重建，向地政總署申請改建成共四座樓高三層的獨立大屋，而所在的地的門牌亦有更改，由以往普樂道10號，改為普樂道10、12、16、18號。
2011年，周星驰将刚刚建成的普乐道12号豪宅第1次抵押给港资银行HSBC套现8亿，同时与文化中国合资20亿人民币投资内地，拿下浙江乌镇千亩地皮。虽然该千亩地皮至今没有动工，但是地皮价值已升值近5倍。2020年，美资银行JP Morgan 给周星驰开出更低的利率条件和更高的贷款额度，于是周星驰果断从港资银行赎回普乐道12号豪宅，同时第2次抵押给美资银行套现11亿。
2017年年初新文化斥资13.26亿元人民币购入周星驰个人100%控股的制作公司PDAL的51%股权。周星驰一举净赚13.26亿元人民币。
PDAL公司财报数据显示，2016财年、2017财年、2018财年和2019财年上半年分别实现净利润为2.02亿元、2.29亿元、2.58亿元和2.53亿元；因为周星驰依然持有PDAL公司49%股权，所以周星驰个人收益分别为0.9898亿元、1.1221亿元、1.2642亿元和1.2397亿元。再加上上述的13.26亿元人民币，周星驰通过PDAL已实现个人收益17.88亿元人民币。
周氏控股香港上市公司比高集團任執行董事。而周星驰承诺PDAL四年时间实现10.4亿元净利润，截止2019财年上半年已完成其中9.42亿；假设PDAL2019财年下半年没有新增利润的前提下，周星驰个人也只需支出（10.4-9.42）亿*51%=0.4998亿人民币填补新文化的净利润。

### 政协委员
2013年，周星馳當選為廣東省政協委員，並擔任職務至2020年止；報導稱其本人之前全不知情。作为明星委员，其履职能力和情况曾多次受舆论质疑。

## 私人生活
他與于文鳳在2010年分手後，因佣金等事宜發生衝突。于文鳳發起訴訟，入稟高等法院追討7,000萬港元佣金。2020年12月23日，高等法院法官高浩文終於頒下判決，裁定于文鳳一方敗訴，駁回其入稟申請；于文鳳須支付全部（包括周星馳）的訴訟費用。

## 廣告
| 年份 | 名稱                              | 地區         |
| ---- | --------------------------------- | ------------ |
| 1990 | 泰禾牌水晶香米                    | 香港廣告     |
| 1990 | 百佳牛奶咖啡                      | 香港廣告     |
| 1990 | 東方新地                          | 香港廣告     |
| 1991 | 東方日報                          | 香港廣告     |
| 1991 | 紅十字會捐血公益-洪陸李白劉關張篇 | 香港廣告     |
| 1993 | 真口味古道茶飲-包君滿意篇         | 台灣廣告     |
| 1994 | 真口味古道茶飲-秋香篇             | 台灣廣告     |
| 1996 | 真口味古道茶飲-東方不敗篇         | 台灣廣告     |
| 2001 | 娃哈哈茶飲料-竹林篇               | 中國大陸廣告 |
| 2001 | 娃哈哈茶飲料-茶園篇               | 中國大陸廣告 |
| 2001 | 朗晨氏牙膏-少林足球篇             | 中國大陸廣告 |
| 2001 | 步步高-語言復讀機篇               | 中國大陸廣告 |
| 2001 | 步步高-清晰篇                     | 中國大陸廣告 |
| 2001 | 步步高-家庭影院篇                 | 中國大陸廣告 |
| 2002 | 娃哈哈茶飲料-大俠篇               | 中國大陸廣告 |
| 2002 | 生力啤-上網篇                     | 香港廣告     |
| 2002 | 生力啤-飛起篇                     | 香港廣告     |
| 2002 | 香港亞洲國際都會                  | 香港廣告     |
| 2002 | 麥當勞-少林足球篇                 | 中國大陸廣告 |
| 2003 | 娃哈哈茶飲料-功夫篇               | 中國大陸廣告 |
| 2003 | 生力啤-溜狗篇                     | 香港廣告     |
| 2004 | 打擊盜版宣傳片-功夫篇             | 中國大陸廣告 |
| 2004 | 愛樂運動鞋-踢足球篇               | 中國大陸廣告 |
| 2004 | 愛樂運動鞋-打籃球篇               | 中國大陸廣告 |
| 2006 | 芬達汽水-笑長開學篇               | 中國大陸廣告 |
| 2006 | 芬達汽水-早操跳舞篇               | 中國大陸廣告 |
| 2007 | 芬達汽水-奧運騎車篇               | 中國大陸廣告 |
| 2008 | CCTV6電影頻道                     | 中國大陸廣告 |
| 2009 | NIKE RED愛滋病公益廣告            | 中國大陸廣告 |
| 2009 | 開心online線上遊戲-導演篇         | 中國大陸廣告 |

## 慈善公益
- 2004年香港大學脊髓損傷基金（義演捐款九百萬）[28]
- 2008年中國兒童少年基金會（形象大使）[29]

## 獎項

### 金馬獎
| 年份   | 頒獎典禮     | 獎項         | 影片        | 結果 |
| ------ | ------------ | ------------ | ----------- | ---- |
| 1988年 | 第25屆金馬獎 | 最佳男配角   | 霹靂先鋒    | 獲獎 |
| 1992年 | 第29屆金馬獎 | 最佳男主角   | 審死官      | 提名 |
| 2005年 | 第42屆金馬獎 | 最佳劇情片   | 功夫        | 獲獎 |
| 2005年 | 第42屆金馬獎 | 最佳導演     | 功夫        | 獲獎 |
| 2013年 | 第50屆金馬獎 | 最佳改編劇本 | 西游·降魔篇 | 提名 |
| 2013年 | 第50屆金馬獎 | 最佳動作設計 | 西游·降魔篇 | 提名 |

### 亞太影展
| 年份   | 頒獎典禮       | 獎項       | 影片   | 結果 |
| ------ | -------------- | ---------- | ------ | ---- |
| 1992年 | 第37屆亞太影展 | 最佳男主角 | 審死官 | 獲獎 |

### 香港電影金紫荊獎
| 年份   | 頒獎典禮               | 獎項       | 影片                   | 結果 |
| ------ | ---------------------- | ---------- | ---------------------- | ---- |
| 1996年 | 第1屆香港電影金紫荊獎  | 最佳男主角 | 西遊記大結局之仙履奇緣 | 獲獎 |
| 2002年 | 第7屆香港電影金紫荊獎  | 最佳電影   | 少林足球               | 獲獎 |
| 2002年 | 第7屆香港電影金紫荊獎  | 最佳男主角 | 少林足球               | 提名 |
| 2002年 | 第7屆香港電影金紫荊獎  | 最佳導演   | 少林足球               | 獲獎 |
| 2005年 | 第10屆香港電影金紫荊獎 | 最佳導演   | 功夫                   | 提名 |
| 2005年 | 第10屆香港電影金紫荊獎 | 最佳電影   | 功夫                   | 獲獎 |
| 2005年 | 第10屆香港電影金紫荊獎 | 最佳男主角 | 功夫                   | 提名 |

### 香港電影金像獎
| 年份   | 頒獎典禮             | 獎項             | 影片                   | 結果 |
| ------ | -------------------- | ---------------- | ---------------------- | ---- |
| 1989年 | 第8屆香港電影金像獎  | 最佳男配角       | 霹靂先鋒               | 提名 |
| 1989年 | 第8屆香港電影金像獎  | 最佳新演員       | 霹靂先鋒               | 提名 |
| 1991年 | 第10屆香港電影金像獎 | 最佳男主角       | 賭聖                   | 提名 |
| 1992年 | 第11屆香港電影金像獎 | 最佳男主角       | 逃學威龍               | 提名 |
| 1993年 | 第12屆香港電影金像獎 | 最佳男主角       | 審死官                 | 提名 |
| 1995年 | 第14屆香港電影金像獎 | 最佳男主角       | 國產凌凌漆             | 提名 |
| 1996年 | 第15屆香港電影金像獎 | 最佳男主角       | 西遊記大結局之仙履奇緣 | 提名 |
| 2002年 | 第21屆香港電影金像獎 | 最佳導演         | 少林足球               | 獲獎 |
| 2002年 | 第21屆香港電影金像獎 | 傑出青年導演     | 少林足球               | 獲獎 |
| 2002年 | 第21屆香港電影金像獎 | 最佳男主角       | 少林足球               | 獲獎 |
| 2002年 | 第21屆香港電影金像獎 | 最佳編劇         | 少林足球               | 提名 |
| 2002年 | 第21屆香港電影金像獎 | 最佳電影         | 少林足球               | 獲獎 |
| 2005年 | 第24屆香港電影金像獎 | 最佳編劇         | 功夫                   | 提名 |
| 2005年 | 第24屆香港電影金像獎 | 最佳導演         | 功夫                   | 提名 |
| 2005年 | 第24屆香港電影金像獎 | 最佳男主角       | 功夫                   | 提名 |
| 2005年 | 第24屆香港電影金像獎 | 最佳電影         | 功夫                   | 獲獎 |
| 2009年 | 第28屆香港電影金像獎 | 最佳男配角       | 長江7號                | 提名 |
| 2009年 | 第28屆香港電影金像獎 | 最佳電影         | 長江7號                | 提名 |
| 2014年 | 第33屆香港電影金像獎 | 最佳電影         | 西遊·降魔篇            | 提名 |
| 2017年 | 第36屆香港電影金像獎 | 最佳電影         | 美人魚                 | 提名 |
| 2017年 | 第36屆香港電影金像獎 | 最佳導演         | 美人魚                 | 提名 |
| 2017年 | 第36屆香港電影金像獎 | 最佳編劇         | 美人魚                 | 提名 |
| 2017年 | 第36屆香港電影金像獎 | 最佳原創電影歌曲 | 美人魚                 | 提名 |
| 2020年 | 第39屆香港電影金像獎 | 最佳電影         | 新喜劇之王             | 提名 |

### 大眾電影百花獎
| 年份   | 頒獎典禮             | 獎項       | 影片    | 結果 |
| ------ | -------------------- | ---------- | ------- | ---- |
| 2006年 | 第28屆大眾電影百花獎 | 最佳導演   | 功夫    | 提名 |
| 2006年 | 第28屆大眾電影百花獎 | 最佳男主角 | 功夫    | 提名 |
| 2006年 | 第28屆大眾電影百花獎 | 優秀故事片 | 功夫    | 獲獎 |
| 2006年 | 第28屆大眾電影百花獎 | 最佳影片   | 功夫    | 提名 |
| 2008年 | 第29屆大眾電影百花獎 | 最佳導演   | 長江7號 | 提名 |

### 華語電影傳媒大獎
| 年份   | 頒獎典禮              | 獎項                   | 影片     | 結果 |
| ------ | --------------------- | ---------------------- | -------- | ---- |
| 2002年 | 第2屆華語電影傳媒大獎 | 最佳男演員             | 少林足球 | 提名 |
| 2005年 | 第5屆華語電影傳媒大獎 | 百家傳媒年度致敬電影人 | 少林足球 | 提名 |

### 香港電影評論學會大獎
| 年份   | 頒獎典禮                   | 獎項       | 影片       | 結果 |
| ------ | -------------------------- | ---------- | ---------- | ---- |
| 1996年 | 第2屆香港電影評論學會大獎  | 最佳男主角 | 西遊記     | 獲獎 |
| 2002年 | 第8屆香港電影評論學會大獎  | 最佳電影   | 少林足球   | 獲獎 |
| 2005年 | 第11屆香港電影評論學會大獎 | 最佳導演   | 功夫       | 提名 |
| 2017年 | 第23屆香港電影評論學會大獎 | 最佳導演   | 美人魚     | 獲獎 |
| 2020年 | 第26屆香港電影評論學會大獎 | 最佳導演   | 新喜劇之王 | 提名 |
| 2020年 | 第26屆香港電影評論學會大獎 | 最佳編劇   | 新喜劇之王 | 提名 |

### 香港電影導演會年度大獎
| 年份   | 頒獎典禮                     | 獎項     | 影片   | 結果 |
| ------ | ---------------------------- | -------- | ------ | ---- |
| 2017年 | 第11屆香港電影導演會年度大獎 | 最佳導演 | 美人魚 | 獲獎 |

### 北京大學生電影節
| 年份   | 頒獎典禮               | 獎項     | 影片     | 結果 |
| ------ | ---------------------- | -------- | -------- | ---- |
| 2008年 | 第15屆北京大學生電影節 | 最佳導演 | 長江七號 | 提名 |